# Idioctis helva
Idioctis helva là một loài nhện trong họ Barychelidae. Loài này phân bố ờ Fiji.